# Pablo Iglesias Turrión
Pour les articles homonymes, voir Iglesias et Pablo Iglesias.
Iglesias  Turrión est un nom espagnol. Le premier nom de famille, en général paternel, est Iglesias ; le second, en général maternel, souvent omis, est Turrión.
Pablo Iglesias Turrión (prononcé en espagnol : [ˈpaβlo iˈɣlesjas tuˈrjon]), né le 17 octobre 1978 à Madrid, est un homme politique et politologue espagnol.
Professeur de sciences politiques à l'université complutense de Madrid, il participe à la fondation du parti Podemos en 2014. Secrétaire général de ce parti, il est député européen de juillet 2014 à octobre 2015 puis membre du Congrès des députés des élections générales 2015 à 2021. Membre du gouvernement espagnol à partir du 13 janvier 2020, il en est le deuxième vice-président et occupe le poste de ministre des Droits Sociaux et de l'Agenda 2030. Il annonce sa candidature aux élections à l'Assemblée de Madrid de 2021 et son départ du gouvernement national, laissant sa place à Yolanda Díaz. Il annonce son retrait de la vie politique le 4 mai 2021, après sa défaite aux élections à l'Assemblée de Madrid.

## Biographie

### Famille
Il naît le 17 octobre 1978 à Madrid, dans le quartier de Vallecas. Relevant l'homonymie de Pablo Iglesias Turrión avec Pablo Iglesias Posse, fondateur du Parti socialiste ouvrier espagnol et premier député socialiste d'Espagne (en 1910), l'historien Christophe Barret indique que « les parents de Pablo Iglesias Turrión sont des militants de toujours de la gauche espagnole. Son père est inspecteur du travail, militant d'Izquierda Unida, et sa mère avocate du travail pour le syndicat Commissions ouvrières (CCOO). Ils se sont justement connus un 1er mai 1972, à l'occasion d'une cérémonie organisée devant la tombe du grand homme. Et c'est bien en hommage à Iglesias, le grand socialiste du XIXe siècle qu'ils prénomment Pablo leur fils qui naît, en 1978, à Madrid ».
Son père, milite dans les années 1970 au sein du Front révolutionnaire antifasciste et patriote (FRAP), un groupe armé marxiste-léniniste fondé pour combattre la dictature franquiste.

### Activités universitaires
Pablo Iglesias passe son année Erasmus à l’université de Bologne, en 1998-1999. Il s'intéresse en particulier au mouvement des Tute Bianche (« Tuniques blanches »).
Licencié en droit en 2001 et en science politique en 2004 de l'université complutense de Madrid, il y obtient un doctorat en sciences politiques en 2008 avec une thèse intitulée Multitude et action collective postnationale. Une étude comparée des désobéisseurs : de l’Italie à Madrid (2000-2005), ; « le travail est mené sous la direction d'Heriberto Cairo, militant du mouvement Izquierda Anticapitalista (IA) et plus tard doyen de la faculté de sciences politiques ». Il poursuit des études à l'université Carlos-III de Madrid et à l'European graduate school de Saas-Fee en Suisse. Il publie dans des revues académiques depuis 2002. En 2008, il est nommé professeur intérimaire (professor titular interino) à l'université complutense de Madrid. En 2014, à la fin de son contrat de professeur intérimaire, il est nommé professeur honoraire (professor titular honorífico) de cette même université.
Il a également fréquenté le Centre d’études politiques et sociales (CEPS), un think tank espagnol financé en grande partie par le gouvernement du Venezuela et qui produit un travail académique sur l’Amérique latine.

### Activités dans les médias
Il anime des émissions de télévision traitant de politique comme La Tuerka sur Público TV et Fort Apache sur HispanTV. Diffusées sur internet et par certaines télévision locales, ces émissions devaient permettre de bousculer l'hégémonie culturelle des « puissants », qui en imposant leurs codes, vocabulaire et dramaturgie, font de la télévision un outil de domination.

## Activités politiques

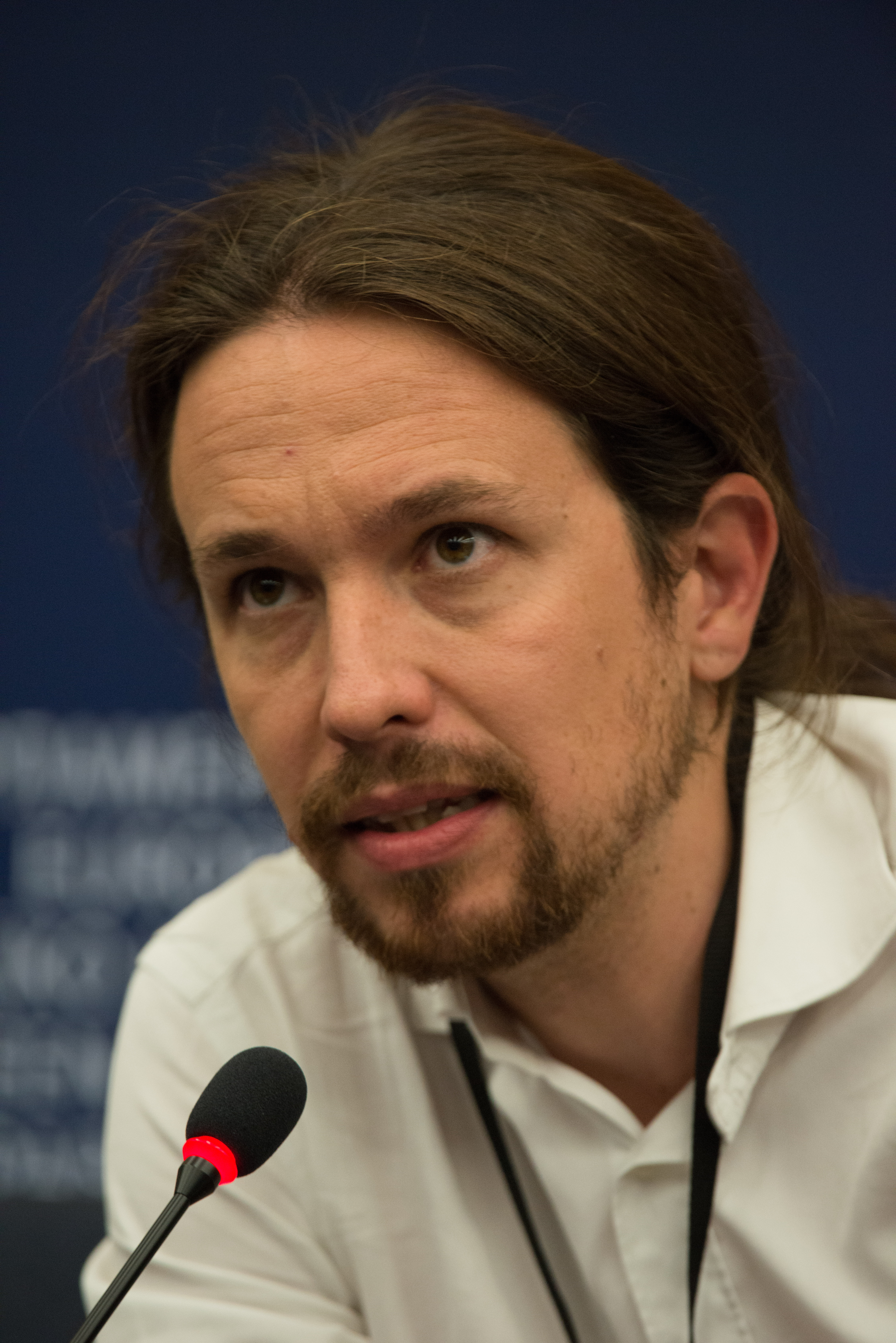
Pablo Iglesias Turrión au parlement européen lors du mois de juillet 2014.

De 14 à 21 ans, il milite au sein de l'Union des jeunesses communistes d'Espagne. Lors de son passage en Italie, il se rapproche du Parti communiste italien (PCI), « dont il apprécie la volonté affichée de participer au pouvoir, tout en restant connecté aux luttes sociales » — il admire en particulier Enrico Berlinguer, leader du PCI dans les années 1970 — et participe à certains rassemblements altermondialistes. Étudiant à Bologne, « il y a découvert le mouvement anti-globalisation. Marqué par le contre-sommet de Gênes de juillet 2001 et par la répression des manifestations qui entourent l'événement — notamment la mort du jeune militant Carlo Giuliani —, il y fait le choix de s'intéresser aux mouvements de « résistance » internationaux afin d'en importer certaines pratiques en Espagne. En novembre 2002, il est observateur, pour le compte de l'université Complutense, au premier forum social européen de Florence ».
En janvier 2014, il participe à la création du mouvement Podemos en vue des élections européennes de la même année. À l'issue de primaires citoyennes ouvertes, il est le candidat le plus largement choisi et devient tête de liste. Le 25 mai 2014, il est élu au Parlement européen avec quatre de ses colistiers. Le lendemain, il annonce qu'il siégera au sein de la Gauche unitaire européenne (GUE/NGL).
Le 15 novembre 2014, Iglesias est élu secrétaire général de Podemos lors d'un processus de primaires, avec l'appui de 88,6 % des adhérents de la formation.
Le 27 octobre 2015, il démissionne du Parlement européen en vue des élections générales de 2015, lors desquelles il est élu aux Congrès des députés.

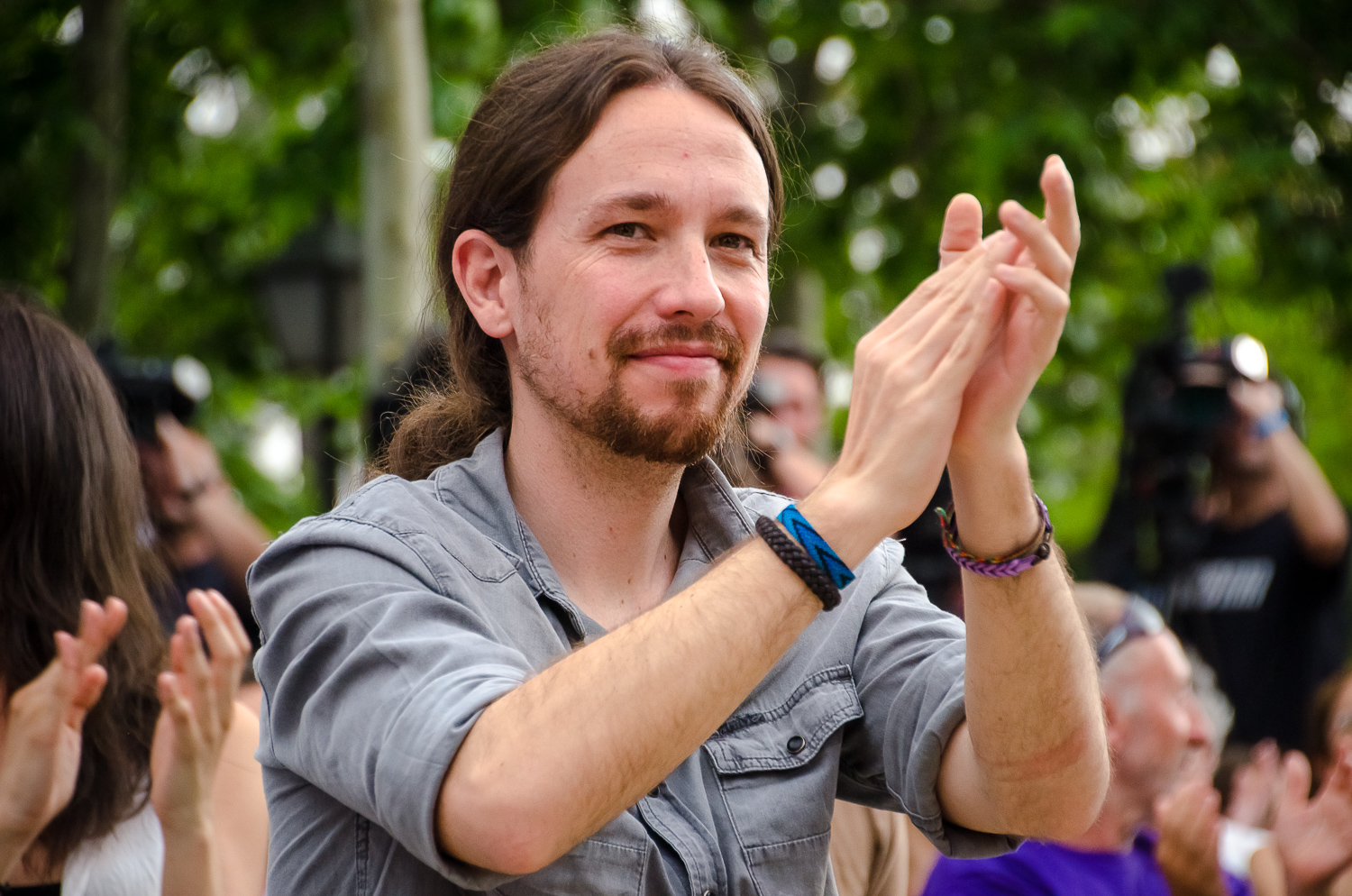
Pablo Iglesias lors de la campagne électorale de mai 2015.

En vue des élections générales de 2016, il conclut un accord avec Izquierda Unida pour former la coalition Unidos Podemos, dont l'objectif est de réaliser le sorpasso (es), terme italien désignant l'éventualité du dépassement du score du Parti socialiste ouvrier espagnol par la gauche alternative.
En mai 2018, à la suite des critiques consécutives à l'achat d'une luxueuse villa (cf. plus bas) il convoque un vote de confiance des adhérents du 22 au 27 mai 2018. À une majorité de 68 % les adhérents décident son maintien à la tête du parti.
Le 15 mars 2021, il annonce son départ du gouvernement afin de se présenter aux élections anticipées de l'Assemblée de Madrid le 4 mai suivant. Sa démission devient effective le 31 mars. Le soir des élections, après la sévère défaite de son parti, il annonce son retrait de la vie politique.
Il ouvre ensuite un bar à Madrid, "La Taberna Garibaldi". Dans un entretien avec le magazine L'Express, il assure qu'il ne reviendra pas en politique : « Je suis fier de faire ce que j’ai fait, mais ces sept ans en première ligne m’ont traumatisé. J’ai sombré dans l’amertume, c’était trop difficile, je n’étais pas heureux. Aujourd’hui, oui. Les gens me disent même que j’ai l’air plus jeune. »

### Polémiques
En 2014, Pablo Iglesias porte plainte contre le journaliste Alfonso Rojo (es), qui l'a qualifié de « chorizo » (terme utilisé de façon injurieuse en espagnol pour « pourri » ou « corrompu ») et de « voleur » durant un débat politique sur le programme de télévision La Sexta Noche. La même année, il porte également plainte contre la présidente du Parti populaire de la communauté de Madrid, Esperanza Aguirre, qui l'a qualifié de chaviste, de castriste et de soutenir ETA. Toujours en 2014, le parti s'insurge contre le journaliste de El Mundo qui l'a accusé de recevoir des financements illégaux du Venezuela.
En juillet 2016, Pablo Iglesias est poursuivi par la journaliste Mariló Montero après avoir ironiquement déclaré qu'il « voudrait la frapper jusqu'à ce qu'elle saigne ». Également en juillet 2016, un élu du PP déclare au sujet d'Iglesias : « Qu’on lui mette une balle dans la nuque ! ».
En mai 2018, il décide d'acheter une villa luxueuse dans un quartier huppé proche de Madrid, avec sa compagne Irene Montero, pour une somme de 615 000 euros, s'endettant pour cela sur 30 ans. Quelques années auparavant il avait critiqué le ministre de l'Économie Luis de Guindos pour un achat d'une valeur similaire. Cet achat déclenche des critiques, tant des conservateurs du PP que des socialistes du PSOE ou au sein même de Podemos,,. Elles déclenchent une importante polémique, en dépit de la justification du couple, qui avance l'absence de tout but spéculatif dans cet investissement,. Le « chaletgate » fait scandale et affecte l'image de Pablo Iglesias,.
En 2020, l'écrivain Kiko Méndez-Monasterio est nommé conseiller de Vox au parlement espagnol , ce qui provoque une polémique, celui-ci ayant été condamné en 1998 pour avoir agressé Pablo Iglesias.
À partir de mai 2020, des manifestations de militants d’extrême droite se tiennent quotidiennement devant le domicile de Pablo Iglesias.

## Vie privée
Il est en couple jusqu'en 2015 avec Tania Sánchez, membre de la Gauche unie (IU), de Podemos et enfin de Más Madrid, députée à l'Assemblée de Madrid puis au Congrès des députés entre 2015 et 2019. Il vit depuis 2015 avec Irene Montero, députée de Podemos depuis 2015, porte-parole parlementaire entre 2017 et 2020, et ministre de l'Égalité depuis janvier 2020. Cette ascension, critiquée comme relevant du « népotisme », provoque des remous au sein du parti, car se faisant au détriment de l'ex n°2 et rival de Pablo Iglesias, Íñigo Errejón.
Ils ont eu des jumeaux en juillet 2018 et une fille en août 2019.
Il est atteint d'une cyphose, une déformation de la colonne vertébrale au niveau des omoplates qui le contraint à adopter une posture continuellement voûtée.

## Décoration
- Grand-croix de l'ordre de Charles III

## Ouvrages
- (es) Multitud y acción colectiva postnacional, Madrid: Complutense de Madrid, Servicio de Publicaciones, 2009  (ISBN 978-84-692-1016-1).
- (es) Desobedientes, Madrid: Popular, 2011  (ISBN 978-84-7884-498-2).
- (es) ¡Que no nos representan!: El debate sobre el sistema electoral español, Madrid: Popular, 2011  (ISBN 9788478845156)Écrit avec Juan Carlos Monedero.
- (es) Conversación entre Pablo Iglesias y Nega LCDM. Más Madera a dos voces, Icaria, 2013  (ISBN 9788498885439).
- (es) Cuando las películas votan. Lecciones de ciencias sociales a través del cine, Catarata, 2013  (ISBN 978-84-8319-831-5).
- (es) Maquiavelo frente a la gran pantalla. Cine y política, Akal, 2013  (ISBN 978-84-460-3876-4).
- La democratie face a Wall Street, Les Arènes, 2015 ((es) Disputar la democracia. Política para tiempos de crisis, Akal, 2014)  (ISBN 978-84-460-3957-0).
- Les leçons politiques de Game of Thrones, Post éditions, 2015 ((es) Ganar o morir. Lecciones políticas de Juego de Tronos, Akal, 2014), trad. Tatiana Jarzabek  (ISBN 979-1092616118).

### Direction d'ouvrage
- (es) Pablo Iglesias Turrión (dir.) et Jesús Espasandín (dir.), Bolivia en Movimiento. Acción colectiva y poder político, Madrid, El Viejo Topo, 2007, 376 p. (ISBN 978-84-96831-25-4, lire en ligne).